# Кик (Тарн)
Кик (фр. Cuq) насеље је и општина у јужној Француској у региону Миди Пирене, у департману Тарн која припада префектури Кастр.
По подацима из 2011. године у општини је живело 479 становника, а густина насељености је износила 31,95 становника/km². Општина се простире на површини од 14,99 km². Налази се на средњој надморској висини од 200 метара (максималној 322 m, а минималној 152 m).

## Демографија
| 1962. | 1968. | 1975. | 1982. | 1990. | 1999. | 2011. |
| ----- | ----- | ----- | ----- | ----- | ----- | ----- |
| 271   | 322   | 325   | 386   | 414   | 436   | 479   |

График промене броја становника у току последњих година